# Tima Turijewa
Tima Budzijewna Turijewa (ros. Ти́ма Будзи́евна Тури́ева; ur. 22 czerwca 1992) – rosyjska sztangistka, mistrzyni świata i uniwersjady.
Startuje w kategorii do 63 kg. Złota medalistka mistrzostw świata we Wrocławiu (2013).

## Osiągnięcia
| Rok  | Zawody             | Miasto  | Miejsce | Kategoria | Wynik  |
| ---- | ------------------ | ------- | ------- | --------- | ------ |
| 2013 | Mistrzostwa świata | Wrocław | 1       | 63 kg     | 252 kg |
| 2017 | Uniwersjada        | Tajpej  | 2       | 63 kg     | 226 kg |